# Мейер, Эмиль
Эмиль Мейер (англ. Emile Meyer; 18 августа 1910, Новый Орлеан, Луизиана — 19 марта 1987, Ковингтон, Луизиана) — американский актёр, более всего известный своими ролями в фильмах 1950-х годов.
За время своей карьеры Мейер сыграл более чем в 60 фильмах, среди них такие значимые картины, как «Паника на улицах» (1950), «Завтра будет новый день» (1951), «Шейн» (1953), «Человек с золотой рукой» (1955), «Школьные джунгли» (1955), «Тропы славы» (1957), «Сладкий запах успеха» (1957) и «Линейка» (1958).

## Ранние годы и начало карьеры
Эмиль Мейер родился 18 августа 1910 года в Новом Орлеане. Он был одним их четырёх детей в семье. После окончания школы Мейер ради заработка перепробовал несколько профессий, в том числе работал на пекарне и фабрике по производству пиломатериалов, продавал страховки, был таксистом, портовым казначеем и инженером по технике безопасности. Как он однажды сказал, «в моём прошлом не было абсолютно ничего, что указывало бы на то, что я стану актёром».
В 1948 году Мейер решил попробовать свои силы на сцене, впервые появившись в спектакле «Окаменелый лес» в театре Le Petit Theatre du Vieux Carre в Новом Орлеане.

## Карьера в кино
В 1949 году на игру Мейера в театре обратил внимание кинорежиссёр Элиа Казан, который набирал местных актёров для съёмки в своём фильме «Паника на улицах» (1950), действие которого происходит в Новом Орлеане. В итоге Мейер получил небольшую, но важную роль капитана корабля, которая стала его дебютом в кино.
После этой картины Мейер стал регулярно получать роли в фильмах нуар, среди них «Долгая ночь» (1951), «Мафия» (1951) с Бродериком Кроуфордом и «Народ против О’Хары» (1951) со Спенсером Трейси. Однако, по мнению историка кино Карен Хэннсберри, «самую значительную роль Мейер получил в фильме нуар „Щит для убийства“ (1953), где был указан в списке актёров четвёртым. Он сыграл капитана полиции, который демонстрирует неослабевающую веру в своего подчинённого (Эдмонд О’Брайен), оказывающегося продажным копом». Историк кино Гленн Эриксон при анализе картины отметил, что «критики были особенно восхищены Мейером в роли капитана полиции», его игру среди прочих актёров отметил и историк кино Майкл Кини. С другой стороны, Дэвид Хоган заключил, что Мейер в этой картине «слишком переигрывает».
В первой половине 1950-х годов Мейер сыграл работорговца в приключенческом фильме «Ураган Смит» (1952), он также исполнил различные роли в биографической драме «Карабин Уильямса» (1952) с Джеймсом Стюартом, вестернах «Шейн» (1953) с Аланом Лэддом и «Барабаны через реку» (1954) с Оди Мёрфи. По мнению историка кино Хэла Эриксона, среди этих фильмов «более всего Мейер запомнился по игре в фильме „Шейн“, где он сыграл Райкера, богатого землевладельца, который нанимает убийцу (Джек Пэланс), чтобы силой выбросить новых поселенцев с подконтрольной себе территории. Хотя на первый взгляд Мейер представляется одномерным отрицательным персонажем, однако отношение к нему меняется, когда он произносит прочувственную речь о том, что первопроходцы вроде него вынуждены были бороться и умирать за эту землю, чтобы затем увидеть, как люди со стороны приезжают, чтобы заявить свои права на территорию, которую они по-настоящему не заслужили. К моменту завершения его речи половина аудитории начинала сомневаться в том, злодей он или нет».
В середине 1950-х годов Мейер сыграл начальника тюрьмы в драме «Бунт в тюремном блоке № 11» (1954), капитана полиции в драме о наркомане «Человек с золотой рукой» (1955) с Фрэнком Синатрой в главной роли, воинственного мистера Хэллорана в школьной драме «Школьные джунгли» (1955) с Гленном Фордом и управляющего магазином в вестерне «Белое перо» (1955). Он также сыграл в вестернах «Высокие мужчины» (1955) с Кларком Гейблом, «Королева воров» (1956) с Барбарой Стэнвик и «Застрелите человека» (1956), а также вопреки типажу исполнил роль священника, отца Дюпре, в военной драме Стэнли Кубрика «Тропы славы» (1957).
Во второй половине 1950-х годов Мейер сыграл в фильмах нуар «Сладкий запах успеха» (1957), «Малыш Нельсон» (1957) и «Линейка» (1958), среди которых, по мнению Хэннсберри, «свою самую запоминающуюся игру» Мейер продемонстрировал в фильме «Сладкий запах успеха». В частности, один из рецензентов написал, что актёр в этой картине «довольно сильно проявляет себя в роли грубого, коррумпированного детектива».
В 1960-е годы Мейер сыграл в серии непримечательных вестернов, среди них «Молодой Джесси Джеймс» (1960), «Таггарт» (1964), «Время убивать» (1967), «Враждебное оружие» (1967), «Скорее жив, чем мёртв» (1969) и «Время умирать» (1969). Среди других фильмов в конце карьеры наиболее значимыми были комедия «Подвинься, дорогая» (1963) с Дорис Дэй, гангстерский биопик «Молодой Диллинджер» (1965), криминальный триллер «Команда» (1973) с Робертом Дювалем и боевик «Граница округа Мэйкон» (1974). Последней картиной Мейера стал вестерн «Легенда Фрэнка Вудса» (1977).

## Карьера на телевидении
В 1950-е годы Мейер стал постоянно сниматься в телесериалах, среди них вестерны «Дни в долине смерти» (1954-59, 2 эпизода), «Энни Оукли» (1955), «Беспокойное оружие» (1957-58, 2 эпизода), «Сломанная стрела» (1958), «Кольт 45» (1958), «Маверик» (1958-62, 3 эпизода), «Истории Уэллс-Фарго» (1959, 2 эпизода), «Бэт Мастерсон» (1959), «Караван повозок» (1959), «Город Уичита» (1960), «Сыромятная плеть» (1962) и «Бонанза» (1970-72, 2 эпизода). Он также сыграл в криминальных драмах «Сансет-Стрип, 77» (1960), «Перри Мейсон» (1961-65, 2 эпизода), «Гавайский глаз» (1962) и «ФБР» (1974), в военной комедии «Гомер Куча, морпех» (1966) и романтической комедии «Любовь по-американски» (1973).

## Актёрское амплуа и оценка творчества
Как отмечено в биографии актёра на сайте IMDb, «благодаря крепкой челюсти и брутальному виду Мейер неизменно играл характерные роли бандитов в вестернах и криминальных мелодрамах, где его персонажей отличала безжалостность, доминирование и жёсткость». При этом, как в статье об актёре в Tampa Bay Times указано, что Мейер был известен своими «вызывающими сострадание образами отрицательных персонажей, такими как Райкер, злодей с белой бородой, в классическом вестерне „Шейн“ (1953)».
По словам Хэннсберри, «хотя Мейер часто играл бандитов, он настаивал на том, что его актёрской специализацией были „человечные копы“». Однако, как сказал сам актёр, «я получал такие роли так редко. Наверное, я просто выгляжу плохим, потому что всякий раз, когда продюсеру требуется по-настоящему отвратительный тип, у меня раздаётся звонок».
За свою карьеру Мейер сыграл более чем в 50 фильмах и 250 телешоу, наиболее памятные среди которых — «Паника на улицах», «Шейн», «Человек с золотой рукой», «Школьные джунгли», «Сладкий запах успеха» и «Тропы славы». Мейер работал с такими крупными режиссёрами, как Элиа Казан, Джон Хьюстон, Джордж Стивенс, Отто Премингер, Дон Сигел и Стэнли Кубрик, а также со многими голливудскими звёздами.

## Прочая деятельность и личная жизнь
Помимо актёрской игры Мейер писал сценарии для кино и телевидения, однако не добился особого успеха, считая причиной своих неудач позицию голливудских продюсеров, которые предпочитали «своих» авторов.
Как отмечено в Tampa Bay Times, Мейер был «большим суровым человеком с глубоким звучным голосом, который однако по большей части оставался вне голливудского гламура. Отличаясь тихим поведением и мягкой манерой речи, он предпочитал общение с родственниками в Луизиане и любил простые развлечения».

## Смерть
В течение нескольких лет Мейер страдал от болезни Альцгеймера, и с мая 1986 года находился в доме престарелых в Слайделе на Юго-востоке Луизианы. Он умер в медицинском центре Ковингтона, Луизиана, 19 марта 1987 года в возрасте 76 лет. У Мейера осталось четверо детей.

## Фильмография
| Год       |    | Русское название                         | Оригинальное название                    | Роль                                                           |
| --------- | -- | ---------------------------------------- | ---------------------------------------- | -------------------------------------------------------------- |
| 1950      | ф  | Паника на улицах                         | Panic in the Streets                     | капитан Боклайд, владелец «Королевы Нила» (в титрах не указан) |
| 1951      | ф  | Народ против О’Хары                      | The People Against O'Hara                | капитан Том Малвэни                                            |
| 1951      | ф  | Королева скота                           | Cattle Queen                             | стрелок Томпсон                                                |
| 1951      | ф  | Долгая ночь                              | The Big Night                            | Пекинпо                                                        |
| 1951      | ф  | Завтра будет новый день                  | Tomorrow Is Another Day                  | Велдер (в титрах не указан)                                    |
| 1951      | ф  | Парень, который вернулся                 | The Guy Who Came Back                    | полицейский охранник (в титрах не указан)                      |
| 1951      | ф  | Мафия                                    | The Mob                                  | работник заправочной станции (в титрах не указан)              |
| 1951      | ф  | Морской шершень                          | The Sea Hornet                           | Гарри (в титрах не указан)                                     |
| 1952      | ф  | Ураган Смит                              | Hurricane Smith                          | капитан Рэйкес                                                 |
| 1952      | ф  | Мы не женаты!                            | We're Not Married!                       | ведущий конкурса красоты (в титрах не указан)                  |
| 1952      | ф  | Аллея славы                              | Glory Alley                              | генерал (в титрах не указан)                                   |
| 1952      | ф  | Карабин Уильямса                         | Carbine Williams                         | начальник охраны (в титрах не указан)                          |
| 1952      | ф  | Тень в небе                              | Shadow in the Sky                        | бармен (в титрах не указан)                                    |
| 1952      | ф  | Дикий Север                              | The Wild North                           | Джейк (в титрах не указан)                                     |
| 1952      | ф  | Бутс Мэлоун                              | Boots Malone                             | охранник на ипподроме (в титрах не указан)                     |
| 1952      | с  | Неожидаемое                              | The Unexpected                           | 2 эпизода                                                      |
| 1953      | ф  | Девушки в ночи                           | Girls in the Night                       | офицер полиции Ковач                                           |
| 1953      | ф  | Шейн                                     | Shane                                    | Руфус Райкер                                                   |
| 1953      | с  | Театр от «Шеврон»                        | Chevron Theatre                          | 1 эпизод                                                       |
| 1953—1954 | с  | Театр у камина                           | Fireside Theatre                         | 5 эпизодов                                                     |
| 1954      | ф  | Бунт в тюремном блоке № 11               | Riot in Cell Block 11                    | начальник тюрьмы Рейнольдс                                     |
| 1954      | ф  | Серебряная жила                          | Silver Lode                              | шериф Вули                                                     |
| 1954      | ф  | Щит для убийства                         | Shield for Murder                        | капитан Гуннарсон                                              |
| 1954      | ф  | Человеческие джунгли                     | The Human Jungle                         | шеф полиции Эйб Роуэн                                          |
| 1954      | ф  | Барабаны за рекой                        | Drums Across the River                   | Натан Марлоу                                                   |
| 1954      | с  | Городской детектив                       | City Detective                           | 1 эпизод                                                       |
| 1954      | с  | Истории века                             | Stories of the Century                   | 1 эпизод                                                       |
| 1954      | с  | Общественный защитник                    | Public Defender                          | 1 эпизод                                                       |
| 1954—1959 | с  | Дни в долине смерти                      | Death Valley Days                        | 2 эпизода                                                      |
| 1955      | ф  | Белое перо                               | White Feather                            | Магрудер                                                       |
| 1955      | ф  | Школьные джунгли                         | Blackboard Jungle                        | мистер Халлоран                                                |
| 1955      | ф  | Незнакомец на коне                       | Stranger on Horseback                    | шериф Нэт Белл                                                 |
| 1955      | ф  | Высокие мужчины                          | The Tall Men                             | Кикасоу Чарли                                                  |
| 1955      | ф  | Девушка в розовом платье                 | The Girl in the Red Velvet Swing         | Ханчбэчер                                                      |
| 1955      | ф  | Человек с оружием                        | Man with the Gun                         | Сол Эткинс                                                     |
| 1955      | ф  | Человек с золотой рукой                  | The Man with the Golden Arm              | детектив Беднар                                                |
| 1955      | с  | Энни Окли                                | Annie Oakley                             | 1 эпизод                                                       |
| 1955      | с  |                                          | Большой город                            | Big Town / 1 эпизод                                            |
| 1955      | с  | Шоу Джина Отри                           | The Gene Autry Show                      | 2 эпизода                                                      |
| 1955      | с  | Человек со значком                       | The Man Behind the Badge                 | 1 эпизод                                                       |
| 1955      | с  | Приключения Сокола                       | Adventures of the Falcon                 | 1 эпизод                                                       |
| 1955      | с  | Агенты Казначейства в действии           | Treasury Men in Action                   | 1 эпизод                                                       |
| 1955—1956 | с  | Джейн Уаймен представляет Театр у камина | Jane Wyman Presents The Fireside Theatre | 2 эпизода                                                      |
| 1956      | ф  | Резкий край                              | Raw Edge                                 | Поп Пенни                                                      |
| 1956      | ф  | Королева воров                           | The Maverick Queen                       | Лео Мелоун                                                     |
| 1956      | ф  | Застрели человека                        | Gun the Man Down                         | шериф Мортон                                                   |
| 1956      | с  | Шериф Кошиза                             | The Sheriff of Cochise                   | 1 эпизод                                                       |
| 1957      | ф  | Пустоши Монтаны                          | Badlands of Montana                      | Генри Гаррисон Хаммер                                          |
| 1957      | ф  | Сладкий запах успеха                     | Sweet Smell of Success                   | лейтенант Гарри Келло                                          |
| 1957      | ф  | Тропы славы                              | Paths of Glory                           | отец Дюпре                                                     |
| 1957      | ф  | Малыш Нельсон                            | Baby Face Nelson                         | Мак, детектив                                                  |
| 1957      | с  | Театр Зейна Грея                         | Zane Grey Theater                        | 1 эпизод                                                       |
| 1957      | с  | Люди из Аннаполиса                       | Men of Annapolis                         | 2 эпизода                                                      |
| 1957—1958 | с  | Беспокойное оружие                       | The Restless Gun                         | 2 эпизода                                                      |
| 1958      | ф  | Линейка                                  | The Lineup                               | инспектор Эл Куайн                                             |
| 1958      | ф  | Злодей, который шёл на запад             | The Fiend Who Walked the West            | Эймс                                                           |
| 1958      | ф  | Дело против Бруклина                     | The Case Against Brooklyn                | капитан полиции Т.У. Уиллс                                     |
| 1958      | ф  | Бунт в большом доме                      | Revolt in the Big House                  | начальник тюрьмы                                               |
| 1958      | с  | Тонкий человек                           | The Thin Man                             | 1 эпизод                                                       |
| 1958      | с  | Сломанная стрела                         | Broken Arrow                             | 1 эпизод                                                       |
| 1958      | с  | Театр звезд от «Шлиц»                    | Schlitz Playhouse of Stars               | 1 эпизод                                                       |
| 1958      | с  | Приключения Оззи и Харриет               | The Adventures of Ozzie and Harriet      | 1 эпизод                                                       |
| 1958      | с  | Кольт 45                                 | Colt .45                                 | 1 эпизод                                                       |
| 1958      | с  | Проход на северо-запад                   | Northwest Passage                        | 1 эпизод                                                       |
| 1958—1960 | с  | Представитель закона                     | Lawman                                   | 2 эпизода                                                      |
| 1958—1962 | с  | Маверик                                  | Maverick                                 | 3 эпизода                                                      |
| 1959      | ф  | Хороший день для повешения               | Good Day for a Hanging                   | маршал Хайрэм Кейн                                             |
| 1959      | ф  | Король диких жеребцов                    | King of the Wild Stallions               | Мэтт Макгуайр                                                  |
| 1959      | с  | Истории Уэллс-Фарго                      | Tales of Wells Fargo                     | 2 эпизода                                                      |
| 1959      | с  | Караван повозок                          | Wagon Train                              | 1 эпизод                                                       |
| 1959      | с  | Питер Ганн                               | Peter Gunn                               | 1 эпизод                                                       |
| 1959      | с  | Бэт Мастерсон                            | Bat Masterson                            | 3 эпизода                                                      |
| 1959      | с  | Подследственный                          | On Trial                                 | 1 эпизод                                                       |
| 1960      | ф  | Угроза                                   | The Threat                               | Данкан                                                         |
| 1960      | ф  | Девушка в уголке влюблённых              | The Girl in Lovers Lane                  | Кэл Андерс                                                     |
| 1960      | ф  | Молодой Джесси Джеймс                    | Young Jesse James                        | майор Чарли Куонтрилл                                          |
| 1960      | с  | Сансет-Стрип, 77                         | 77 Sunset Strip                          | 1 эпизод                                                       |
| 1960      | с  | Миллионер                                | The Millionaire                          | 1 эпизод                                                       |
| 1960      | с  | Этот человек Доусон                      | This Man Dawson                          | 2 эпизода                                                      |
| 1960      | с  | Ревущие 20-е                             | The Roaring 20's                         | 1 эпизод                                                       |
| 1960      | с  | Натянутый канат                          | Tightrope                                | 1 эпизод                                                       |
| 1960      | с  | Уичита                                   | Wichita Town                             | 1 эпизод                                                       |
| 1961      | ф  | История Джорджа Рафта                    | The George Raft Story                    | капитан детективов (в титрах не указан)                        |
| 1961      | с  | Высокий человек                          | The Tall Man                             | 1 эпизод                                                       |
| 1961      | с  | Шоссе 66                                 | Route 66                                 | 1 эпизод                                                       |
| 1961      | с  | Случай опасного Робина                   | The Case of the Dangerous Robin          | 1 эпизод                                                       |
| 1961      | с  | 87-й полицейский участок                 | 87th Precinct                            | 1 эпизод                                                       |
| 1961      | с  | Вне закона                               | Outlaws                                  | 1 эпизод                                                       |
| 1961      | с  | Асфальтовые джунгли                      | The Asphalt Jungle                       | 1 эпизод                                                       |
| 1961      | с  | Ларами                                   | Laramie                                  | 1 эпизод                                                       |
| 1961      | с  | Островитяне                              | The Islanders                            | 1 эпизод                                                       |
| 1961—1965 | с  | Перри Мейсон                             | Perry Mason                              | 2 эпизода                                                      |
| 1962      | с  | Деннис-мучитель                          | Dennis the Menace                        | 1 эпизод                                                       |
| 1962      | с  | Гавайский глаз                           | Hawaiian Eye                             | 1 эпизод                                                       |
| 1962      | с  | Сыромятная плеть                         | Rawhide                                  | 1 эпизод                                                       |
| 1962      | с  | Неприкасаемые                            | The Untouchables                         | 1 эпизод                                                       |
| 1964      | ф  | Таггарт                                  | Taggart                                  | Бен Блейзер                                                    |
| 1964      | с  | Хэзел                                    | Hazel                                    | 2 эпизода                                                      |
| 1964      | с  | Кентукки Джонс                           | Kentucky Jones                           | 1 эпизод                                                       |
| 1964      | с  | Театр детектива от «Крафт»               | Kraft Mystery Theater                    | 1 эпизод                                                       |
| 1965      | ф  | Молодой Диллинджер                       | Young Dillinger                          | детектив Джергинс                                              |
| 1965      | с  | Мой любимый марсианин                    | My Favorite Martian                      | 1 эпизод                                                       |
| 1966      | с  | Лесси                                    | Lassie                                   | 1 эпизод                                                       |
| 1966      | с  | Легенда Джесси Джеймса                   | The Legend of Jesse James                | 1 эпизод                                                       |
| 1966      | с  | Гомер Куча, морпех                       | Gomer Pyle: USMC                         | 1 эпизод                                                       |
| 1967      | ф  | Время убивать                            | A Time for Killing                       | полковник Харрис                                               |
| 1967      | ф  | Братья Харви: Тайна китайской джонки     | A Time for Killing                       | Бёрк                                                           |
| 1967      | ф  | Враждебные стволы                        | Hostile Guns                             | дядя Джо Рино                                                  |
| 1968      | ф  | Солдат                                   | Buckskin                                 | Корбин                                                         |
| 1969      | ф  | Скорее мёртв, чем жив                    | More Dead Than Alive                     | бармен                                                         |
| 1970—1972 | с  | Бонанза                                  | Bonanza                                  | 2 эпизода                                                      |
| 1972—1973 | с  | Новобранцы                               | The Rookies                              | 2 эпизода                                                      |
| 1973      | ф  | Команда                                  | The Outfit                               | Амос Хоппер                                                    |
| 1973      | тф | Синий рыцарь                             | The Blue Knight                          | Гарри Деббс                                                    |
| 1973      | с  | Любовь по-американски                    | Love, American Style                     | 1 эпизод                                                       |
| 1974      | ф  | Граница округа Мэйкон                    | Macon County Line                        | Гёрни                                                          |
| 1974      | с  | ФБР                                      | The F.B.I.                               | 1 эпизод                                                       |
| 1977      | ф  | Легенда Фрэнка Вудса                     | The Legend of Frank Woods                | шериф Дули                                                     |